# Yelena Guliáyeva
Yelena Gulyayeva (Moscú, Rusia, 14 de agosto de 1967) es una atleta rusa retirada especializada en la prueba de salto de altura, en la que ha conseguido ser subcampeona europea en 1994.

## Carrera deportiva
En el Campeonato Europeo de Atletismo de 1994 ganó la medalla de plata en el salto de altura, con un salto de 1.96 metros tras la eslovena Britta Bilač (oro con 2.00 metros) y por delante de la lituana Nelė Žilinskienė (bronce con 1.93 metros).